# Lupetto (personaggio)
Lupetto (nome originale Li'l Bad Wolf) è un personaggio della Banda Disney, figlio buono di Ezechiele Lupo e migliore amico dei tre porcellini.

## Storie a fumetti con Lupetto
Dopo il grande successo del film Disney I tre porcellini (in cui però Lupetto non appariva), gli artisti statunitensi hanno cominciato a produrre una mastodontica quantità di storie a fumetti con Ezechiele Lupo e i tre porcellini (spesso intitolate semplicemente The Big Bad Wolf). Più recentemente anche in Danimarca, Finlandia e Germania sono state create storie con questi personaggi.
Queste storie non superano generalmente la lunghezza di 10 tavole; da una rispettabile lunghezza di 8 tavole, le storie di Lupetto pubblicate sui mensili statunitensi calano paurosamente di foliazione, fino a raggiungere lunghezze bassissime, sulle 2-3 tavole.
I disegnatori di queste avventure sono, all'inizio, Paul Murry, Gil Turner, Carl Buettner, Tony Strobl, Jack Bradbury, Alvarado, e in seguito i meno talentuosi Kay Wright, Xavier Vives Mateu e altri artisti danesi.
Lupetto sarà disegnato pochissime volte da autori italiani, in tre paia di storie targate Rodolfo Cimino, Sergio Asteriti, Giovan Battista Carpi e Adriana Cristina. L'avventura più particolare è Il Lupo Mannaro e l'orgoglio della contea, pubblicata nel 1956 su un Albo d'Oro e disegnata da Mario Sbattella su testi di Guido Martina.

## Rapporti
I migliori amici di Lupetto sono i tre porcellini, a cui dà molto spesso una mano per fuggire dalle grinfie del lupo Ezechiele. Spesso, a questo scopo, si allea con altri personaggi del bosco, come per esempio Compare Orso (si veda ad esempio Ezechiele Lupo e le buone intenzioni).
Lupetto subisce spesso le ire del padre: Ezechiele vuole che diventi un Lupo cattivo, proprio come lui. Più di una volta Lupetto ha cercato di fare la volontà del lupo (esempio: Il piccolo lupo mannaro e Cappuccetto Rosso, su Topolino n. 1), finendo irrimediabilmente per combinare innumerevoli disastri.

## Parenti
Oltre al padre, come parenti vanno citati il cugino Chiodo (o Peste, in inglese Izzy), lo zio Zeb (Zeb Wolf), e, inoltre, i tre lupetti che affiancavano Ezechiele nelle prime storie a fumetti e in alcuni cartoni animati (si veda I tre lupetti e Jimmy porcellino inventore).